# Keenspot
Keenspot est l'un des principaux portails américains de webcomics. Créé en mars 2000 par Chris Crosby, (sa mère) Terri Crosby, Darren Bleuel & Nathan Stone.
La maison d'édition comprend plus de cinquante bande dessinée en ligne dans tous les genres.
En 2016 Keenspot commence l'impression de certains comics sur papier.
- Keentoons subdivision animation.

## Webcomics et comics papiers
- Absolute Trumps Titans
- Antihero for Hire
- Bruno the Bandit
- Brawl in the Family (webcomic)
- Bobbins (webcomic)
- Bonyeer The Aromatic
- Boy Meets Boy (webcomic)
- Chopping Block
- Clan of the Cats
- College Roomies from Hell!!!
- Count Your Sheep
- Biden's Titans
- Bobbins (webcomic)
- Darken
- Dont Run With Scissors
- Dyed Hard
- Fall Out Boy
- Funny Farm (webcomic)
- The Devil's Panties
- Goblins (webcomic)
- Glopple
- Happy Astronaut
- Kids These Days
- Killtown
- Last Blood
- Marry Me
- Mark Spears Monsters
- Newshounds
- Ninja & Robots
- Nukees
- Ozy and Millie
- Papa Duke
- Robot + Girl
- RPG World
- Sorcery 101
- Scary Go Round
- Superosity
- The Chamberlains
- The D Ward
- The Stitches
- The Strange Talent of Luther Strode
- Todd and Penguin
- Templar, Arizona
- The Suburban Jungle
- You Damn Kid!
- Zap! (webcomic)
- Zebra Girl
- Zortic

## Auteurs
- K. Sandra Fuhr
- Thomas K. Dye
- John Allison
- Kel McDonald
- Clint Hollingsworth
- Darren Bleuel
- Michael Poe